# Carlos Enrique Samaniego López
Carlos Enrique Samaniego López (ur. 8 października 1973 w Meksyku) – meksykański duchowny katolicki, biskup pomocniczy Miasta Meksyk od 2019.

## Życiorys

### Prezbiterat
Święcenia kapłańskie otrzymał 4 stycznia 2001 i został inkardynowany do archidiecezji Tlalnepantla. Był m.in. koordynatorem duszpasterstwa edukacji, sędzią sądu metropolitalnego i obrońcą węzła małżeńskiego, a także wikariuszem biskupim dla IV Sektora Duszpasterskiego.

### Episkopat
16 lutego 2019 papież Franciszek mianował go biskupem pomocniczym archidiecezji meksykańskiej, ze stolicą tytularną Cillium. Sakry udzielił mu 25 marca 2019 kardynał Carlos Aguiar Retes.